# At Sotto il Mare
At Sotto il Mare ist ein Musikalbum von Sergio Armaroli, Francesca Gemmo und Barry Guy. Die am 30. September 2023 im Sotto il Mare Studio in Povegliano Veronese entstandenen Aufnahmen erschienen am 10. Oktober 2024 auf ezz-thetics in der Reihe First Visit.

## Hintergrund
Auf diesem Album arbeitet ein italienisches Duo, bestehend aus dem Vibraphonisten Sergio Armaroli und der Pianistin Francesca Gemmo, erstmals mit dem britischen Bassisten Barry Guy zusammen. Die beiden Italiener nahmen bereits 2017 gemeinsam auf, als das Album Luc Ferrari – Exercises d’improvisation in Quartettbesetzung entstand. Sie spielten auch gemeinsam in einem weiteren Quartett – mit Martina Brodbeck und Fritz Hauser – auf dem Album Prismo (ezz-thetics, 2020), das unter Armarolis Namen erschien. Die Stücke auf dem Album At Sotto II Mare werden allen drei Musikern gemeinsam zugeschrieben, ein deutliches Zeichen dafür, dass die Musik des Albums frei improvisiert wurde, notierte John Eyles.

## Titelliste
- Sergio Armaroli, Francesca Gemmo, Barry Guy: At Sotto il Mare (ezz-thetics 106)[2]

1. Prelude 2:25
2. At Sotto il Mare – First Movement 5:31
3. Intertwining 7:08
4. Different Plans 3:17
5. Interlude Between I, I Vibraphone Solo 2:57
6. Interlude Between II, I Piano Solo 2:42
7. Interlude Between III, I Double Bass Solo 3:34
8. Duet One – ...Timeless 2:49
9. Duet Two – ...In Dialog 2:41
10. Intertwining II 3:55
11. At Sotto il Mare – Second Movement 5:18
12. At Sotto il Mare – Third Movement 5:38

Die Kompositionen stammen von Barry Guy, Francesca Gemmo und Sergio Armaroli.

## Rezeption

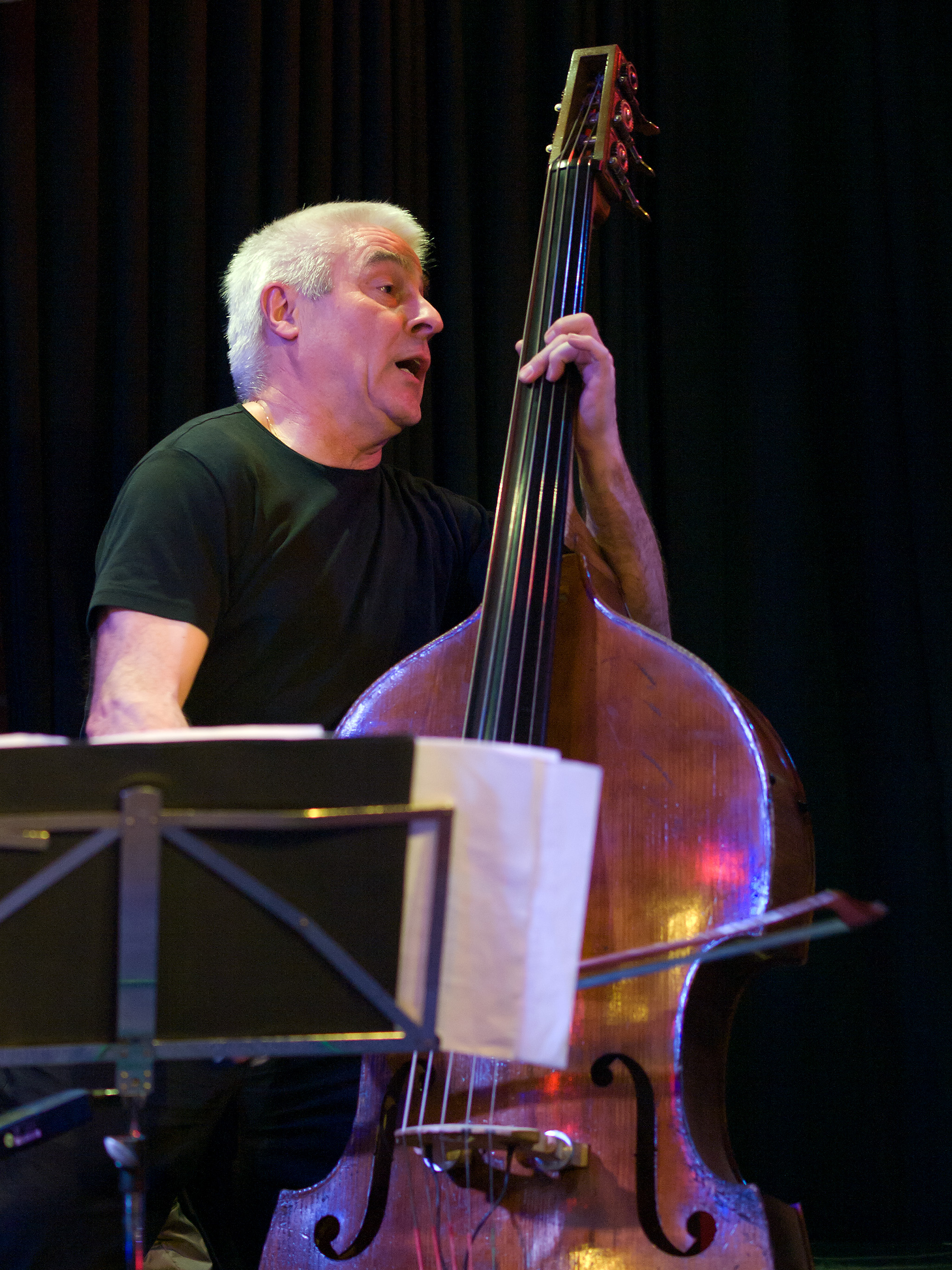
Barry Guy (2011)

Obwohl die Improvisation sofort erkennbar ist, würde sie manchmal klingen, als hätte sie notiert werden können, meint John Eyles, der das Album in All About Jazz rezensierte. Die drei Musiker seien so eng miteinander verbunden, dass sie wie Puzzleteile zusammenpassen, wobei keiner die Führung übernehme, sondern alle dem gemeinsamen Weg folgen. Da Piano und Vibraphon ähnliche Wege beschreiten, würde es leicht an John Lewis’ Klavier- und Milt Jacksons Vibraphonspiel im Modern Jazz Quartet erinnern, wobei Barry Guy Percy Heaths Rolle am Bass übernimmt. Die 48 improvisierten Minuten des Albums seien durchweg fesselnd, und alle drei Musiker würden Lob und Anerkennung verdienen. Dies sei einfach wunderschön.
Auf den zwölf Stücken des Albums – sechs Trios, drei Duos und drei Solos – würde die Betonung fließend zwischen Dichte und Raum wechseln, meint John Sharpe (All About Jazz). Manche Stücke ähnelten Klangmosaiken, in denen Farbspritzer nebeneinander liegende Gesamtheiten bilden. Andere wiederum würden sich in Schichten hektisch überlappender Linien winden, als würden die einzelnen Interpreten innerhalb eines gemeinsamen Rahmens unterschiedliche Wege erkunden. Trotz seiner Abstraktion wirke das Album nicht streng. Es lade zum aufmerksamen Zuhören ein, ohne Melodie oder Takt zu fordern. Jede Geste, obgleich flüchtig, sei fokussiert. Die Musiker würden mit Antennen agieren, die auf Klangplatzierung und zeitliche Spannung eingestellt sind; sie hielten die Intensität aufrecht, ohne auf Dramatik zurückzugreifen. Die Platte biete zwar kein großes Statement, doch in ihrer Zurückhaltung und Präzision artikuliere sie etwas schwer fassbares: Eine gemeinsame ästhetische Sprache, formuliert in Fragmenten und Echos.